# Langedijk
Langedijk  è stata una municipalità dei Paesi Bassi di 26 994 abitanti situata nella provincia dell'Olanda Settentrionale.
È stata soppressa il 1º gennaio 2022 quando, insieme a Heerhugowaard, è andato a costituire la nuova municipalità di Dijk en Waard.